# Neuilly-Plaisance
Neuilly-Plaisance francia település Seine-Saint-Denis megyében, az Île-de-France régióban. Párizs településrésze.

## Nevének eredete
A település nevének eredetére több magyarázat is létezik:
- a kelta nauda (mocsaras, vizes hely) utalhat a fekvésére
- a latin Villa de Nobilis vagy Novalius magyarázat egy római elöljáró házára utal
- a latin novus (új) szóból származik (akárcsak a további 84 francia Neuilly nevű település)
- a legvalószínűbbnek tartott változat szerint a latin nobila cum kifejezésből származik, mely a Marne melletti területek művelésre való alkalmassá tételére utalt
- a Plaisance utótag az azonos nevű hajdani kastélytól származik

## Fekvése
Párizstól kb. 10 kilométerre, keletre található, a Marne folyó partján, de gyakorlatilag egybeépült vele.
Megközelíthető:
- RER elővárosi vasúttal („A” vonal)
- gépjárművel (10 perc a Porte de Bercy-től)

## Története
A 18. században a város jelenlegi helyén részben mocsár, részben erdős terület volt, mindössze 4-5 házzal. Lakói favágásból, szőlőművelésből és halászatból éltek. Fejlődésnek a 19. század második felében indult, a közeli Neuilly-sur-Marne "külterületeként". A fejlesztés során lecsapolták a mocsaras részeket, egyre több hasznosítható telket mértek ki. Azzal, hogy áthaladt rajta a keleti országrészbe vezető főút, megépült a vasút, és a Poulet-Langlet-csatorna, a helység bekerült az ország vérkeringésébe: elindult a polgárosodás. 1887-re a nagyközség egyharmada – mintegy 1800 fő – már Neuilly-Plaisance-ban lakott. 1892. április 13-án vált független községgé. További kisebb települések csatlakozásával előbb nagyközségi, majd városi rangot kapott.

## Nevezetességei

Neuilly-Plaisance elhelyezkedése a párizsi agglomerációban

- Saint – Baudile templom, melyet 1198-ban építtetett Foulques de Neuilly plébános, akit a pápa a 4. keresztes háború meghirdetésével bízott meg.
- La Voi Lamarque park és kert: 1999-ben átadott, 31,4 pihenőpark, Marne-parti kerékpáros és gyalogos úttal
- Nagyboldogasszony templom (Notre-Dame de l'Assomption), melyet 1932-ben építettek téglából és betonból
- A város ismertségét nagyban növelte, hogy 1949-ben Pierre abbé itt alapította meg a mára világhírnévre szert tett Emmaüs közösséget.

## Gazdaság
A 20. század végére az ipari tevékenység erőteljesen lecsökkent, kifejlődött a csúcstechnológiára építő kézműipar, előtérbe került a szolgáltatás és a kereskedelmi tevékenység, a Marne partjának fejlesztésével pedig a vízi és kerékpáros turizmus. Megmaradt, sőt ismét virágkorát éli, a szőlőtermelés.

## Testvérvárosa
- Montgomery, USA – Ohio